# In My Memory
Az In My Memory Tiësto (Tijs Verwest) első nagylemeze.

## Dalok listája
1. Magik Journey
2. Close To You (Jan Johnston)
3. Dallas 4PM
4. In My Memory (Nicola Hitchcock)
5. Obsession
6. Battleship Grey (Kirsty Hawkshaw)
7. Flight 643
8. Lethal Industry
9. Suburban Train